# Juan Ginés de Sepúlveda

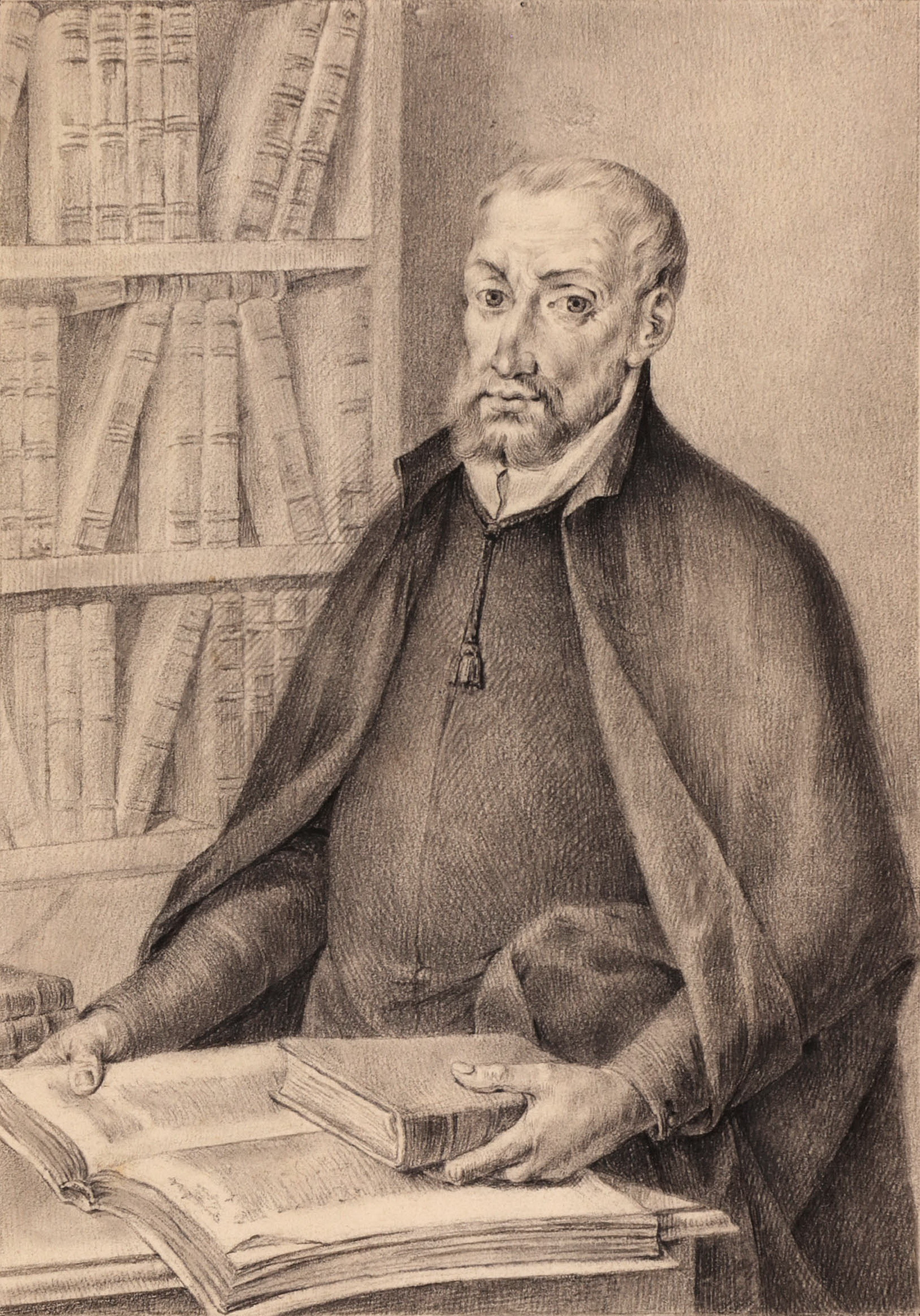
Juan Ginés de Sepúlveda

Juan Ginés de Sepúlveda (* 1490 in Pozoblanco, Córdoba; † 17. November 1573 ebenda) war ein spanischer Humanist, Historiker und Übersetzer.

## Leben

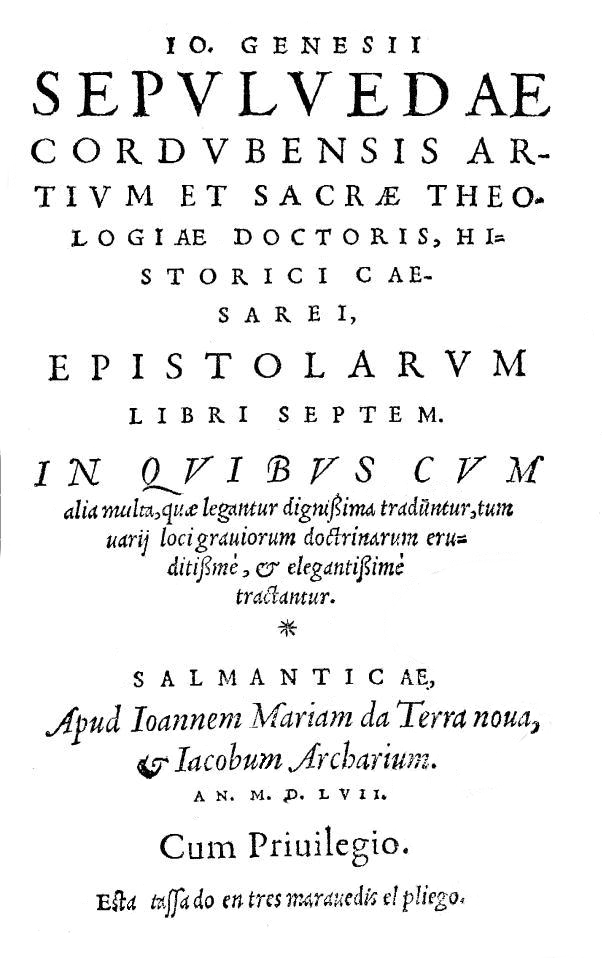
Epistolarum libri septem (1557)

Sepúlveda studierte Philosophie in Alcalá de Henares und Theologie in Sigüenza sowie an der Universität Bologna, wo er den italienischen Humanismus kennenlernte. Karl V. bestimmte ihn zu einem der Erzieher und Lehrer seines Sohnes Philipp.
Sepúlveda genoss wegen seines eleganten lateinischen Stils großes Ansehen und verfasste eine Geschichte der Regierung Karls V. (reg. 1516–1556). Er war ein Anhänger des Aristoteles und übersetzte dessen Politik sowie den Kommentar des Alexander von Aphrodisias zu Aristoteles’ Metaphysik. In seinem Democrates alter verteidigte er das Recht Spaniens, Krieg zu führen und die Indios zu versklaven; er begründete dies mit einer behaupteten Inferiorität im Vergleich zu anderen Menschen. Im Jahr 1550 nahm er an einer Disputation mit Bartolomé de Las Casas über die zukünftige Behandlung der Indios teil; in dieser Disputation von Valladolid (Junta de Valladolid) vertrat er erneut die These von der Inferiorität der Ureinwohner. Zurückgezogen auf seinem Landgut lebend, stand Sepúlveda bis zu seinem Tod im Dienst der spanischen Krone.

## Schriften

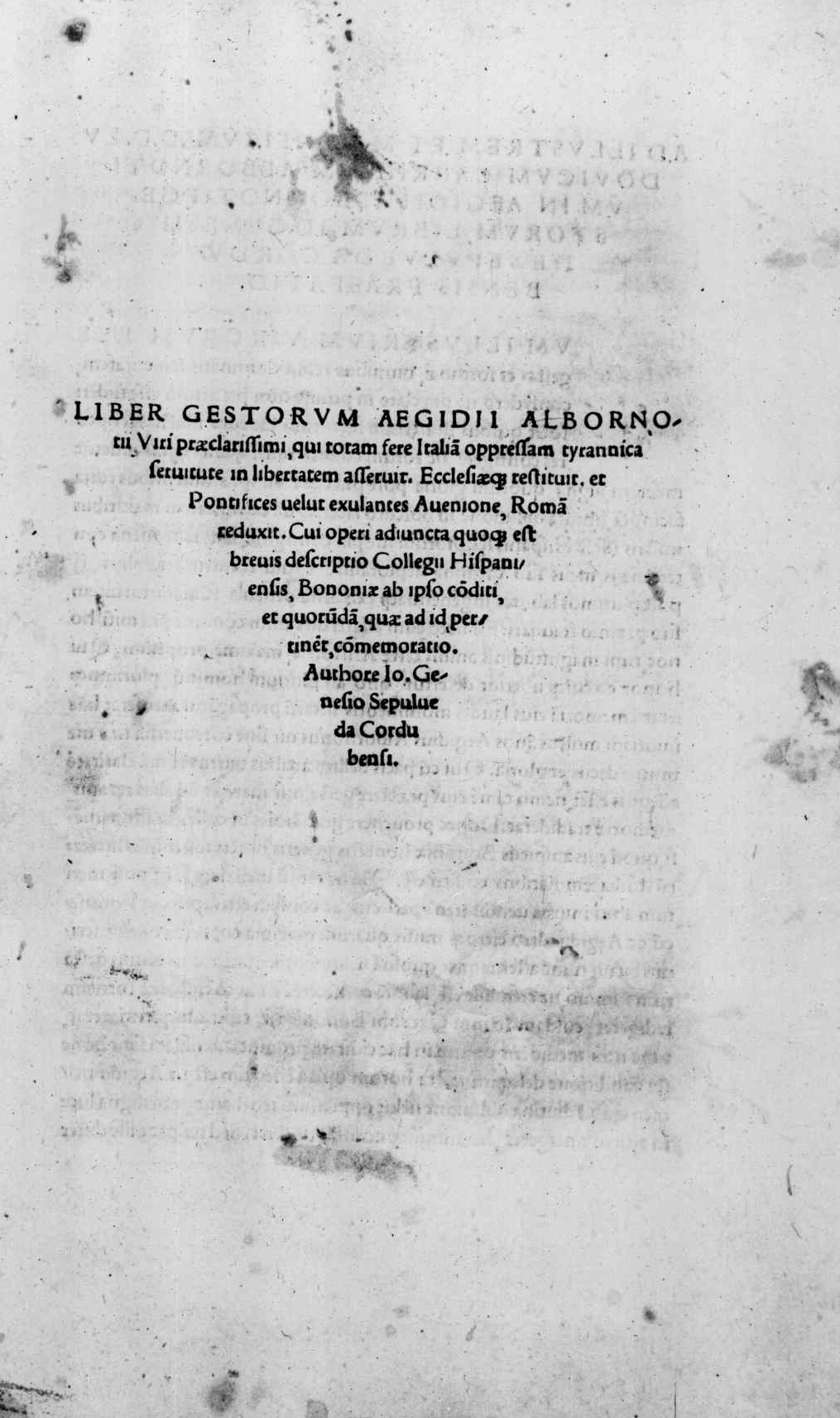
Liber gestorum Aegidii Albornotii, 1521

- Liber gestorum Aegidii Albornotii. Girolamo Benedetti, Bologna 1521 (Latein, beic.it).
- Gonsalus sive de appetenda gloria, 1523.
- De fato et libero arbitrio, Roma, 1526.
- Cohortatio ut bellum suscipiat in Turcas, 1529.
- De ritu nuptiarum et dispensatione, Roma, 1531.
- De convenientia militaris disciplinae cum christiana religione qui inscribitur Democrates, Roma, 1535.
- Alexandri Aphrodisiei Commentaria in dvodecim Aristotelis libros De prima philosophia, interprete Ioanne Genesio Sepulveda, Parisiis, Dimon de Colines, 1536.
- De rebus gestis Caroli V
- De rebus gestis Philippi II
- Democrates secundus sive de iustis belli causis ..., 1544.
- Apologia pro libro de justis belli causis, 1550.
- Epistolarum libri septem, 1557.
- Historia de bello administrato in Italia. Antonio Giaccarelli & Pellegrino Bonardo, Bologna 1559 (Latein, beic.it).
- De regno libri III, 1570.
- Opera omnia. Arnold Mylius, Köln 1602 (Latein, beic.it).
- Democrates alter, 1892.